# Fusil contra fusil
Fusil contra fusil è un brano musicale interpretato dal cantautore e musicista cubano Silvio Rodríguez, che lo compone nel 1967 in onore a Che Guevara, nell'anno della sua morte.
Viene pubblicato nel 1977, nell'album di Rodríguez Cuando digo futuro.

## Versioni
Dopo la prima uscita ufficiale del brano, Rodríguez riprende spesso la canzone per darne versioni differenti, più intimiste o ritmate a seconda del caso.

## Curiosità
Il brano è stato scelto da Steven Soderbergh come una delle colonne sonore del suo film del 2008 Che - L'argentino.